# Min fot var trött att vandra på dunkel, självvald stig
Min fot var trött att vandra på dunkel, självvald stig är en sång från 1894 med text av Bramwell Booth och musik av Ballington Booth. Den svenska översättningen är gjord 1897 av John Appelberg.

## Publicerad i
- Musik till Frälsningsarméns sångbok 1907 som nr 94.
- Frälsningsarméns sångbok 1929 som nr 315 under rubriken "Jubel, erfarenhet och vittnesbörd".
- Frälsningsarméns sångbok 1968 som nr 403 under rubriken "Erfarenhet och vittnesbörd".
- Frälsningsarméns sångbok 1990 som nr 573 under rubriken "Erfarenhet och vittnesbörd".